# Michaił Bakunin
Michaił Aleksandrowicz Bakunin (ros. Михаи́л Алекса́ндрович Баку́нин; ur. 18 maja?/30 maja 1814 w Priamuchinie k. Torżoka, zm. 1 lipca 1876 w Bernie) – rosyjski myśliciel, panslawista i rewolucjonista. Uznawany za jednego z ojców anarchizmu, a ściślej, jego kolektywistycznej wersji.

## Życiorys
Michaił Bakunin urodził się w arystokratycznej rodzinie w miejscowości Priamuchino (Прямухино) w guberni twerskiej w Rosji. W wieku 14 lat rozpoczął edukację w Szkole Artyleryjskiej w Sankt Petersburgu. Po jej zakończeniu zaczął służbę w Rosyjskiej Gwardii Imperialnej w Mińsku i Grodnie. Po dwóch latach zrezygnował, nie mogąc zgodzić się na sposób, w jaki Polacy byli traktowani przez władze rosyjskie. Od tej pory los polskiej walki narodowowyzwoleńczej był stałym przedmiotem zainteresowania Bakunina.
Po opuszczeniu służby Bakunin wyjechał do Moskwy, gdzie wstąpił do kółka Stankiewicza i zajmował się tłumaczeniem dzieł Hegla i Fichtego. W owym czasie Bakunin uznawany był za czołowego rosyjskiego młodoheglistę. Zaczęła rysować się przed nim kariera filozofa. W 1842 roku wyjechał do Niemiec, do Berlina i Drezna. W Dreźnie publikował w czasopiśmie Deutsche Jahrbücher. W styczniu 1843 udał się do Paryża, gdzie poznał m.in. francuskiego anarchistę Pierre Proudhona, Karola Marksa, George Sand, a także wielu przedstawicieli polskiej emigracji – m.in. Juliusza Słowackiego, z którym nawiązał bliską przyjaźń. Spotkania te zaważyły na jego dalszym życiu.
W Szwajcarii, do której Bakunin dotarł po pobycie w Paryżu, nie zaangażował się już w działalność grup wywrotowych i socjalistycznych. W Rosji został skonfiskowany cały jego dobytek po tym, jak odmówił wykonania rozkazu powrotu do ojczyzny. Tymczasem przychodzi rewolucyjny rok 1848 – Bakunin oddał się całym sercem kwestiom społecznym, prowadził intensywną prodemokratyczną agitację. Z Francji, do której pojechał po pobycie w Szwajcarii, został wydalony za ognistą antyrosyjską tyradę, wygłoszoną na polskim bankiecie. W roku 1849 w Dreźnie stanął na czele powstania, za co został uwięziony w twierdzy Königstein i skazany na śmierć. Wyrok zamieniono na dożywocie, a to z kolei – po pobycie w więzieniu w Austrii i w Twierdzy Pietropawłowskiej – zamieniono na zesłanie, które Bakunin miał spędzić we wschodniej Syberii.
Na Syberii, w cerkwi Zmartwychwstania Pańskiego w Tomsku Bakunin pojął za żonę Polkę – Antoninę Kwiatkowską, córkę przybyłego z Białorusi szlachcica Ksawerego Kwiatkowskiego. Później Antonina w trakcie małżeństwa z Bakuninem urodziła troje dzieci, których ojcem był współtowarzysz Bakunina, włoski anarchista Carlo Gambuzzi.
Po ośmiu latach zesłania (podczas którego Bakunin postulował m.in. utworzenie Stanów Zjednoczonych Syberii) udało mu się uciec. Przez Japonię i Stany Zjednoczone przedostał się w 1861 roku do Anglii. Resztę życia spędził w Europie Zachodniej, głównie – Szwajcarii. W 1863 był jednym z przywódców, gotującej się w Sztokholmie wyprawy, mającej uderzyć na kraje nadbałtyckie, pomóc polskiemu powstaniu – a zarazem wzniecić burzę w samej Rosji. W Helsingborgu wszedł na pokład statku Ward Jackson, którym Teofil Łapiński zamierzał dostarczyć broń, amunicję i ochotników polskim powstańcom na Litwie. W 1868 roku założył w Szwajcarii Międzynarodowy Alians Demokracji Socjalistycznej (L’Alliance Internationale de la démocratie Socialiste). Przez jakiś czas przebywał w Genewie, gdzie udzielał się w Federacji Jurajskiej. W 1870 wziął udział w powstaniu w Lyonie, a cztery lata później w Bolonii.
Zmarł w Bernie w 1876 roku.

## Poglądy
Pisma Bakunina nie reprezentują spójnego światopoglądu. Konsekwencję widać jedynie w odrzucaniu relacji między rządzącymi a rządzonymi pod każdą postacią – poczynając od Boga, poprzez państwo aż do relacji interpersonalnych. Odrzucane także jest uprzywilejowanie jednej klasy społecznej nad inną – czy to w sensie klas ekonomicznych, czy dominacji płci.
Wizje społeczeństwa bez władzy były dość mgliste i sprzeczne – Bakunin widział je jako federację luźnych społeczności. Brak precyzyjnych wizji czy programów tłumaczony jest niemożnością przewidzenia zachowania się wolnego społeczeństwa.
Bakunin, jak mawiali jego współcześni, lepiej posługiwał się pistoletem niż piórem. Do historii przeszły raczej poszczególne hasła z jego pism niż same pisma – m.in. społeczeństwo bez walki to martwe społeczeństwo; burząc będziemy budować; nikt nie będzie wolny, dopóki wszyscy nie będą wolni; wolność bez socjalizmu to brutalność, socjalizm bez wolności to tyrania.
Bardzo istotnym wkładem teoretycznym Bakunina była krytyka współczesnego mu Karola Marksa, którego oskarżał o autorytarne metody, które prędzej doprowadzą do totalitaryzmu niż do społeczeństwa komunistycznego. Marks odwzajemniał się Bakuninowi oskarżeniami o idealizm. Z powodu tych sporów Bakunin został wydalony z Międzynarodowego Zrzeszenia Robotników (Międzynarodówki).
Bakunin był najzagorzalszym zwolennikiem polskiej walki narodowowyzwoleńczej spośród wszystkich XIX-wiecznych rosyjskich rewolucjonistów. Walkę tę starał się wspierać zarówno bezpośrednio (próba uczestnictwa w powstaniu wielkopolskim w 1848, udział w wyprawie brytyjskiego parowca Ward Jackson, na pokładzie którego znajdowała się broń dla powstania styczniowego), jak i poprzez publikacje (Odezwa do moich rosyjskich braci wydana po nieudanym powstaniu w 1867 roku, zachęcająca Rosjan do wsparcia Polaków w walce z caratem). Współgrało to z jego panslawistycznymi ideami – Bakunin był rzecznikiem utworzenia federacji pansłowiańskiej. Współorganizował Zjazd Słowiański w Pradze w 1848 roku.

## Bakunin jako symbol
Michaił Bakunin niewątpliwie stał się jednym z najbardziej znanych rewolucjonistów XIX-wiecznych, głównie dzięki swojej charyzmie i bogatemu życiorysowi. Postać Bakunina zainspirowała wielu artystów (w Polsce m.in. Władysława Broniewskiego, który poświęcił mu kilka wierszy). Dzięki temu stał się symbolem niezłomnego i idealistycznego bojownika o wolność. Książka autorstwa Bakunina pojawia się w westernie Sergio Leone „Garść dynamitu”. Bakuninowi oddano też hołd poprzez nazwanie jego imieniem jednego z bohaterów popularnego serialu amerykańskiego „LOST”.

## Wybrane publikacje Bakunina
- 1851: Spowiedź (znane również jako Wyznanie do cara Mikołaja I)
- 1861: Do Polski, Rosji i Słowian[4]
- 1862: Do rosyjskich, polskich i wszystkich słowiańskich przyjaciół!
- 1867: Federalizm, socjalizm i antyteologizm
- 1873: Państwowość i anarchia
- 1871: Bóg i Państwo
- Odezwa do moich rosyjskich braci

## Literatura w języku polskim
- Jacek Uglik, Michała Bakunina filozofia negacji, Warszawa 2007.
- Hanna Temkinowa, Bakunin i antynomie wolności, Warszawa 1964.
- Antoni A. Kamiński, Apostoł prawdy i miłości. Filozoficzna młodość Michaiła Bakunina, Wrocław 2004.
- Nina Tymińska, Materializm w filozofii Michaiła Aleksandrowicza Bakunina – art. na portalu internetowym Racjonalista.